# Pierre-Maximilien Delafontaine
Pierre-Maximilien Delafontaine (París, 1777-Ibidem, 1 de diciembre de 1860) fue un pintor y escultor de bronce francés.

## Biografía
Nació en algún punto de 1777 en París, se desconoce el día y mes exacto. Sus padres fueron Jean-Baptiste-Maximilien Delafontaine, administrador de la corporación de fundiciones-doradores-grabadores parisinos, y Marie-Louise de La Brière.
Se casó el 23 de junio de 1800 con Émelie Claudine Herbillon, originaria de Rouvray-Saint-Florentin. Fue alumno de Jacques-Louis David, según los folletos del Salón de París, tenía su residencia en el 123 de la Rue du Faubourg Saint-Honoré, específicamente en el Hôtel d'Aligre. Expuso en los Salones de 1798 a 1802.
Después de una larga enfermedad, sucedió a su padre como bronceador. Además de ser responsable de los trabajos ornamentales en el Palacio de Louvre, algunas de las cerraduras del Louvre también fueran realizadas por él. Su taller fue vendido al público en París el 6 de febrero de 1861, su hijo Auguste-Maximilien Delafontaine fue también artista y fabricante de bronce.
En 1820, su hija Louise Christine se casó con Constant Fénelon Le Tellier, hijo del literato Charles-Constant Le Tellier. Su segunda hija, Louise Emélie, se casó con el pintor Merry-Joseph Blondel en 1832.

## Galería

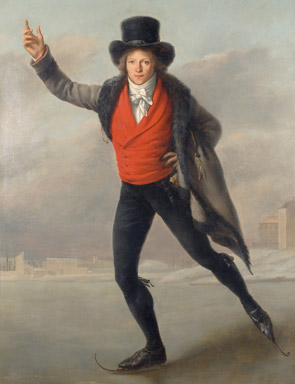
El Patinador (1798).
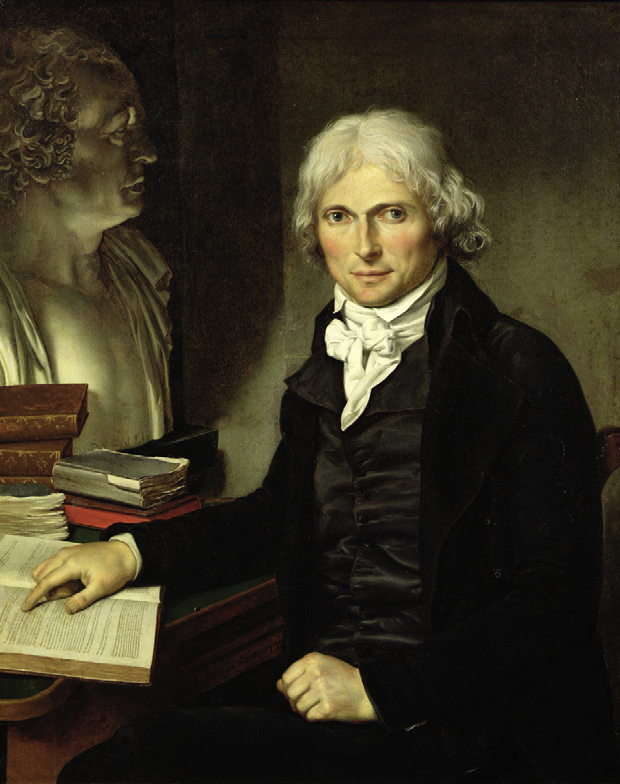
Retrato de Xavier Bichat (1799).
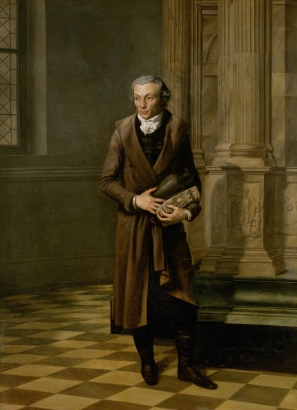
Retrato de Alexandre Lenoir (1799).
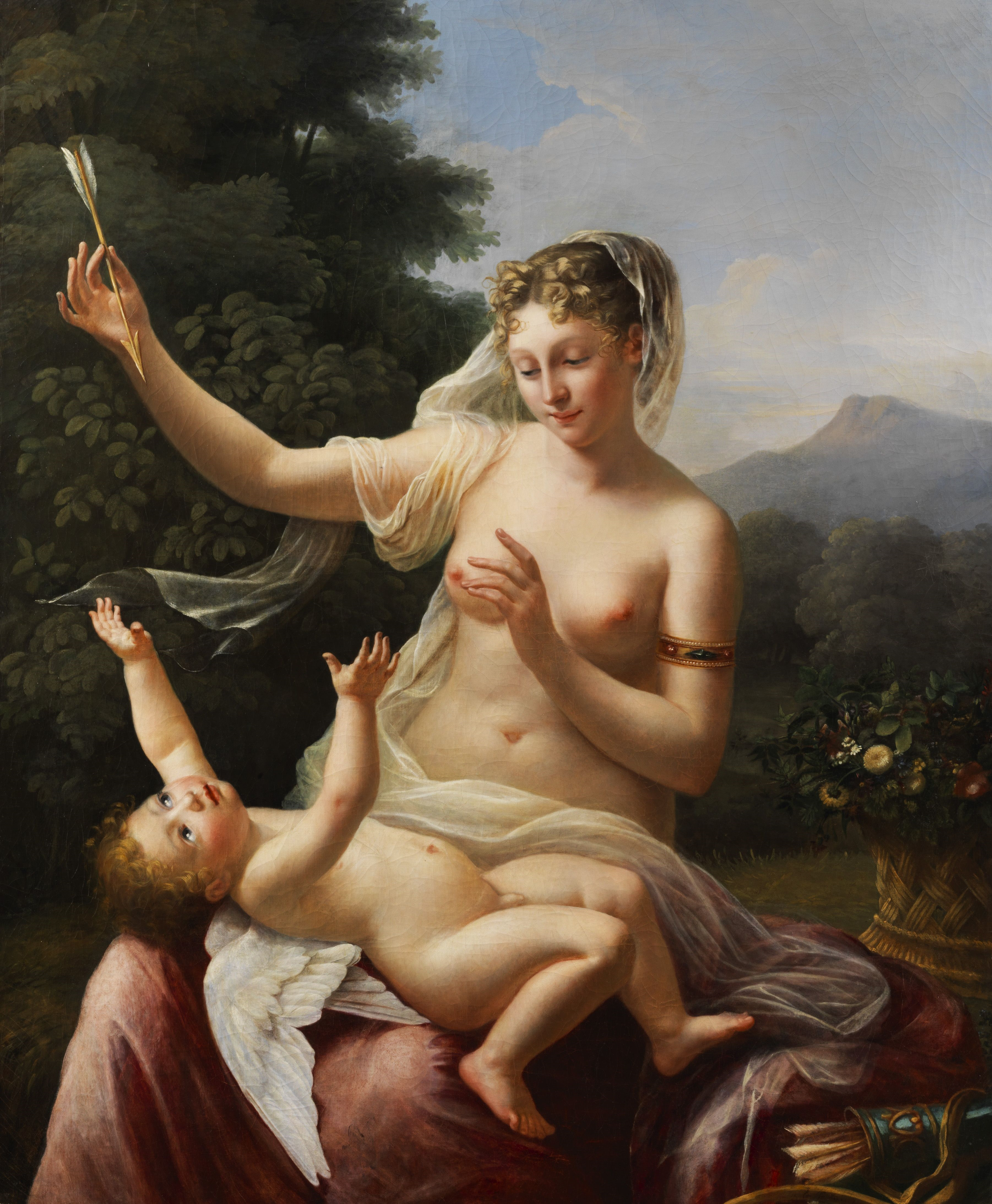
Venus y Cupido (1860).
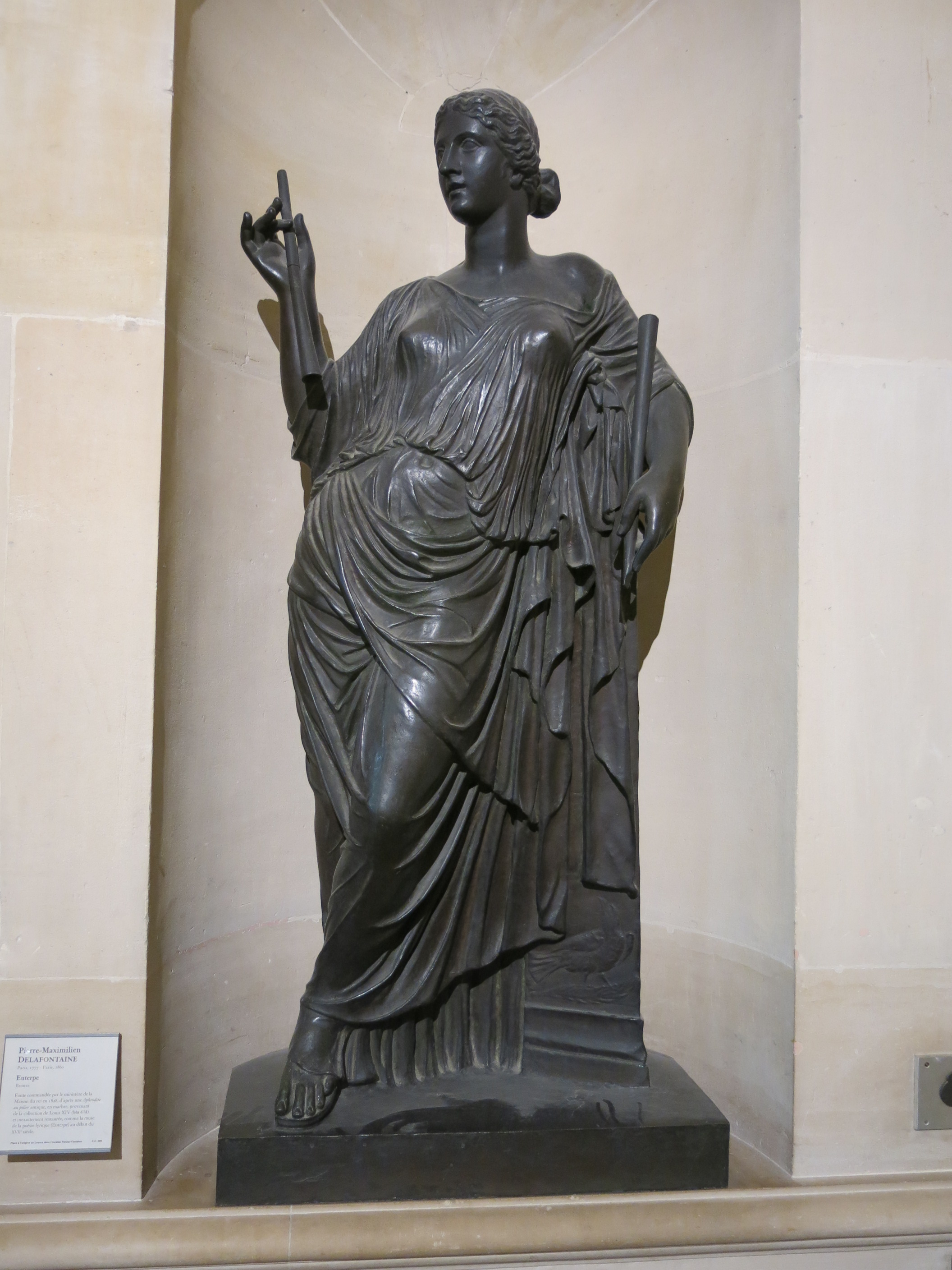
Euterpe, escultura.